# Mirage (Molly Sandén-låt)
Mirage är en dubbel A-sidasingel med låten Unchained och släpptes den 11 juli 2012 av Molly Sandén och finns med på hennes album Unchained. Låten Mirage är skriven av Peter Ries, Niklas Petterson, Lutz Weidendörfer och Jessy Philipp
.
31 oktober 2012 uppträdde Sandén med låten Mirage i Cirkus, Stockholm på Rosa Bandet-galan 2012.